# Chiesa della Natività di Maria Vergine (Cipressa)
La chiesa della Natività di Maria Vergine è un luogo di culto cattolico situato nella frazione di Lingueglietta, in via alla Chiesa, nel comune di Cipressa in provincia di Imperia. La chiesa è sede della parrocchia omonima del vicariato di Levante e Valle Argentina della diocesi di Ventimiglia-San Remo.

## Storia e descrizione

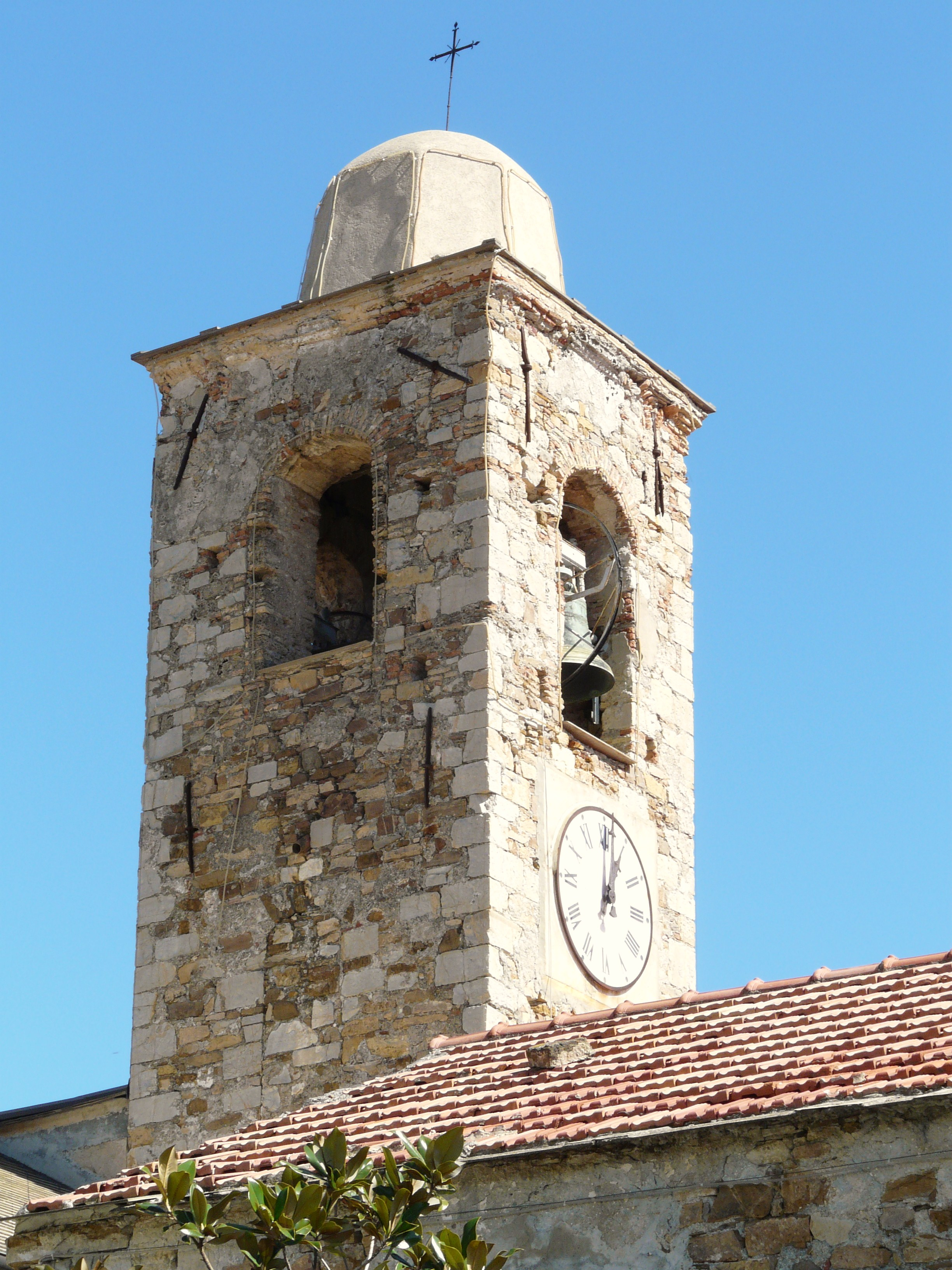
Il campanile

È un complesso di indubbio valore architettonico risalente al XIII secolo. La chiesa conserva in facciata, ben visibili, i segni dei successivi rifacimenti ed ampliamenti, ma il nucleo centrale in pietra è quello originale. Il portico antistante ed il portale in marmo risalgono al XVII secolo.
L'interno è a tre navate con l'aggiunta di cappelle più esterne e conserva ancora, nascosti da ritocchi successivi, antichi affreschi; recenti pilastri occultano, in parte, colonne di pietra originali. Nell'ultimo altare laterale di sinistra si conservano le spoglie mortali di san Clemente, qui sistemate nel 1762 ed oggetto di particolare culto.
La bellezza di questa chiesa consiste nell'intreccio degli stili più diversi, nel fondersi di tempi lontani, nel contrasto tra la nuda pietra ed i prezioso alternarsi degli intonaci.